# Frédéric Gilliard
Frédéric Gilliard, né le 18 juin 1884 à Sion, et mort le 13 septembre 1967 à Lausanne, est un architecte suisse, actif dans le domaine du logement social et de la restauration des monuments historiques. Il est le frère de Edmond Gilliard et Pierre Gilliard.

## Biographie
Issu d’une famille de viticulteurs vaudois installés en Valais, Frédéric Gilliard fait ses écoles à Sion puis à Lausanne. Il étudie l’architecture à l’École polytechnique fédérale de Zurich (1904-1909), et complète son diplôme par des stages à l’École des Beaux-Arts de Paris (1909-1910). De retour à Lausanne, il travaille dans le bureau Bonnard & Picot ; en 1913, il ouvre son propre atelier avec son camarade d’études Frédéric Godet (1885-1937).
Dans les années 1920, Gilliard devient un acteur important des associations professionnelles liées à l’architecture en Suisse romande : il est successivement président de la section vaudoise du Heimatschutz (1921-1922), de la Fédération des Architectes suisses (1923-1924), puis secrétaire général de L'Œuvre (1924-1926).
Dans ces mêmes années, marquées par une crise du logement sans précédent et des conflits sociaux, Gilliard s'engage également activement dans la promotion du logement ouvrier coopératif inspiré de modèles allemands et alémaniques. Avec Godet, il construit ainsi à Lausanne la cité-jardin de Prélaz (1920-1921) et celle de Bellevaux (1928-1931). Fervent partisan de la "maison familiale", au nom de valeurs conservatrices, Gilliard abandonnera à regret son modèle pour rester l’architecte attitré de la SCHL.
Durant l’entre-deux-guerres, Gilliard s’imposera également comme expert en "restaurations" d’églises, intervenant notamment à Coppet, Moudon, Le Mont-sur-Lausanne, Vufflens-la-Ville, Arnex-sur-Orbe, Les Bioux, Le Lieu  et Bière en 1942-1943.

## Publications
- La maison bourgeoise en Suisse, canton de Vaud, 2 vol. Zurich 1925-1933.
- « Restauration de l’église de Coppet », dans Revue historique vaudoise 35 (1927), pp. 207–218.
- (avec Pierre Grellet), Les châteaux vaudois, SPES 1929.
- L’église d’Orbe. Étude historique et archéologique, S. l. 1934.
- « Un quartier de Lousonna à la Maladière, Vidy-Lausanne », Revue historique vaudoise 55 (1947), pp. 192-199.

## Sources
- Fonds : Gilliard (Frédéric) (1926-1966) [9,1 ml].  Cote : P Gilliard (Frédéric). Archives cantonales vaudoises (présentation en ligne).

- Fonds : Gilliard (Frédéric) (1911-1986) [1 ml].  Cote : PP 188. Archives cantonales vaudoises (présentation en ligne).